# Sai cosa sento per te/Musica nei bar
Sai cosa sento per te/Musica nei bar è un singolo dei Tomato, pubblicato dalla WEA Italiana nel 1992, estratto dall'album Tomato.
Con il brano Sai cosa sento per te i Tomato partecipano al Festival di Sanremo 1992, nella categoria Nuove proposte, non raggiungendo però la finale.

## Tracce
Lato A
1. Sai cosa sento per te – 4:23 (testo: Giorgio Vanni, Claudio D'Onofrio – musica: Giorgio Vanni, Claudio D'Onofrio, Paolo Costa)

Lato B
1. Musica nei bar – 4:41 (testo: Alberto Salerno – musica: Giorgio Vanni, Claudio D'Onofrio, Paolo Costa)